# Anderstorps församling
Anderstorps församling är en församling i Gislaveds pastorat i Östbo-Västbo kontrakt i Växjö stift i Svenska kyrkan. Församlingen ligger i Gislaveds kommun i Jönköpings län.

## Administrativ historik
Församlingen har medeltida ursprung.
Den 1 januari 1951 (enligt beslut den 25 augusti 1950) överfördes vissa områden (däribland Gyllenfors municipalsamhälle) med 1 717 invånare och omfattande en areal av 13,59 km² (varav 13,47 km² land) från Anderstorps församling till Båraryds församling. Båraryds församling bytte samtidigt namn till Gislaveds församling.
1 januari 1943 till 1 januari 1951 var församlingen uppdelad i två kyrkobokföringsdistrikt, Anderstorp och Gyllenfors.

### Pastorat
- Från medeltiden till 1 januari 1956: Annexförsamling i pastoratet Reftele och Anderstorp.
- 1 januari 1956 till 1 januari 2016: Eget pastorat.
- Från 1 januari 2016: Församlingen ingår i Gislaveds pastorat.[8]

## Församlingshemmet

### Mariakapellet
I församlingshemmet finns ett kapell som heter Mariakapellet. Det invigdes i september 1984 av biskop Sven Lindegård.
Här fanns en mekanisk orgel som byggdes 1964 av Västbo Orgelbyggeri, Långaryd. Orgeln flyttades 1986 till koret Anderstorps kyrka. Där man även tillbyggd ett pedalverk till orgeln.
| Manual       |
| Gedackt 8'   |
| Rörflöjt 4'  |
| Principal 2' |
| Sifflöjt 1'  |

## Kyrkans Bygget
Sedan 1971 äger man en fritidsgård som heter Bygget. Den ligger ungefär 5 kilometer från samhället. Kyrkan köpte 1971 in ett torp av August Johansson. En gammal redskapsbod blev till ett kapell där man idag har en elorgel. Kapellet invigdes 18 augusti 1974 av biskop Sven Lindegård.

## Kyrkor
- Anderstorps kyrka
- Lilla kapellet
- Stora kapellet